# Docirava uvaria
Docirava uvaria là một loài bướm đêm trong họ Geometridae.